# Sean Parker
Sean Parker (Herndon (Virgínia), 3 de desembre de 1979) és un empresari nord-americà relacionat amb programari de computació i Internet. És un dels cofundadors de Napster, Plaxo i Causes, també va ser part de Facebook, Inc.
A més a més, té part de les accions de Spotify.

## En la cultura popular
El temps que va passar Parker a Facebook es plasma en la pel·lícula de 2010 The social network, dirigida per David Fincher. paper interpretat per Justin Timberlake.
Parker fou el primer president de Facebook i va ajudar a transformar l'empresa d'un projecte estudiantil en un multimilionari negoci.
En 2010, Parker va lliurar 100 000 dòlars a la campanya per legalitzar la marihuana a Califòrnia, moviment encapçalat per la Drug Policy Alliance, que va ser l'encarregada de forçar la Proposició 19 de Califòrnia.
Apareix en la llista de la revista Forbes de multimilionaris amb una fortuna estimada en més de 3100 milions de dòlars (2014). La revista Vanity Fair va fer un article sobre ell a l'octubre de 2010.